# Gatunek monotypowy
Gatunek monotypowy – gatunek niezróżnicowany genetycznie ani geograficznie (jego populacje nie różnią się między sobą, mimo że są oddzielone barierami geograficznymi lub znaczną odległością).
W gatunku monotypowym nie wyróżnia się podgatunków.